# Lobocleta cymiphora
Lobocleta cymiphora är en fjärilsart som beskrevs av George Francis Hampson 1904. Lobocleta cymiphora ingår i släktet Lobocleta och familjen mätare. Inga underarter finns listade i Catalogue of Life.